# NFL Championship Game 1933
Der NFL Championship Game 1933 war die erste Auflage des Endspieles der National Football League. Am 17. Dezember 1933 besiegten die Chicago Bears, Meister der Western Division, die New York Giants, den Meister der Eastern Division, im Wrigley Field von Chicago vor 26.000 Zuschauern mit 23:21.

## Vorgeschichte
In der Frühzeit der NFL gab es noch keine Playoffs, seit Ligabeginn 1920 war das Team mit dem besten Sieg/Niederlage-Verhältnis Meister. Diese Methode führte z. B. 1932 zu seltsamen Ergebnissen, da Chicago Bears mit nur sieben Siegen (dazu eine Niederlage, d. h. Gewinnquote von 0,875, dazu sechs Remis) die Meisterschaft gewannen, obwohl die Green Bay Packers zehn Siege (aber auch drei Niederlagen, d. h. Gewinnquote von 0,769, dazu ein Remis) aufzuweisen hatten. Um diesen fragwürdigen Resultaten entgegenzuwirken, und um den Zuschauern in der damaligen Großen Depression etwas zu bieten, wurde beschlossen, ein NFL-Finalspiel („NFL Championship Game“) auszutragen. 
Hierfür wurden die NFL-Teams in Eastern bzw. Western Division aufgeteilt, so dass die beiden Tabellenersten das neugeschaffene NFL-Finalspiel bestritten, der Vorwärtspass wurde erleichtert (die Regel wurde abgeschafft, dass der Werfer mindestens fünf Yards hinter der Line of Scrimmage stehen muss), und ging der Football ins Aus, durfte das ballführende Team den nächsten Down mit 10 Yards Abstand zur Auslinie starten, anstelle direkt an der Auslinie. Hierdurch sollte das Spiel dynamischer und attraktiver gemacht werden.
Erster Ligameister der Western Conference wurden die Chicago Bears um die Runningbacks Bronko Nagurski, Red Grange und Jack Manders, die zehn Spiele gewannen, ein Remis erzielten und zweimal verloren. Sieger der Eastern Conference waren die New York Giants um das Runningback-Trio Harry Newman, Ken Strong und Bo Molenda (11 Siege, drei Niederlagen). Ohne das Finalspiel wären die Bears (Gewinnquote .833) vor den Giants (.786) NFL-Meister geworden.

## Spiel
Nach zwei schnellen Field Goals von Runningback/Kicker Jack Manders gingen die Bears mit 6:0 in Führung. Die Giants konterten mit dem ersten Touchdown der NFL-Endspielgeschichte, als Harry Newman einen 28-Yards-Wurf von Quarterback Red Badgro in der Endzone fing: nachdem Ken Strong den Extrapunkt verwandelte, führte New York mit 7:6. Nach einem weiteren Field Goal von Manders ging Chicago mit einer knappen 9:7-Führung in die Halbzeitpause.
Nach der Pause erzielte Giants-Runningback Max Krause nach einem 61-Yards-Lauf den zweiten Touchdown für New York, und nach einem weiteren guten Extrapunkt von Strong führten die Giants mit 14:9. Die Bears eroberten die Führung zurück, als Bronko Nagurski einen 8-Yards-Touchdownwurf zu End Billy Karr warf: nach einem erfolgreichen Extrapunkt von Manders stand es 16:14 für Chicago. Im vierten Viertel konterte New York mit einem dritten Touchdown, als Harry Newman aus acht Yards zu Ken Strong in die Endzone warf, so dass nach Manders' gutem Extrapunkt die Giants 21:16 führten. Chicago gewann das Endspiel, als Nagurski einen Run antäuschte, aber zu End Bill Hewitt warf, der wiederum einen legalen Lateralpass zum anderen End Billy Karr warf, der in die Endzone lief: Manders' Extrapunkt markierte den Endstand von 23:21 für Chicago.
Die siegreichen Bears gewannen nicht nur das erste NFL Championship Game, sondern auch die damals große Summe von 210 US-Dollar pro Kopf. Die Giants bekamen 140 US-Dollar pro Spieler.

## Folgen
Nach dem Spiel waren sich Liga und Fans einig, ein würdiges Finalspiel gesehen zu haben. Bis 1966 wurde ununterbrochen ein NFL Championship Game durchgeführt, der Vorläufer des heutigen Super Bowl.